# Goed Fortuin
Goed Fortuin is een dorp in de regio Essequibo Islands-West Demerara in Guyana. Goed Fortuin bevindt zich aan de Demerara tegenover de hoofdstad Georgetown. De Demerara Harbour Bridge die Georgetown verbindt met Essequibo bevindt zich ten zuiden van het dorp.

## Geschiedenis
Goed Fortuin was oorspronkelijk een Nederlandse suikerrietplantage. De waarde van de plantage was tijdens de slavernij geschat op £35.000, maar Goed Fortuin werd in 1846 verkocht voor £1.700. In 1846-1847 vestigden zich Portugese contractarbeiders in Goed Fortuin. De grootste werkgever was de Versailles-suikerfabriek, maar die sloot in 1977. Het dorp heeft een basisschool en een paar winkels, maar is afhankelijk van Vreed en Hoop dat 3 kilometer noordelijker ligt.
De Demerara Harbour Bridge bevindt zich ten zuiden van Goed Fortuin. De hoofdweg van Georgetown naar Parika loopt langs het dorp. In 2020 is begonnen met de verdubbeling van de weg naar een 2x2 weg. Tevens zal de Demerara Harbour Bridge worden vervangen door een nieuwe brug.
Forteiland · Goed Fortuin · Leonora · Met-en-Meerzorg · Parika · Tuschen · Uitvlugt · Vreed en Hoop · Wakenaam · Windsor Forest · Zeeburg